# Benzensulfonska kiselina
Benzensulfonska kiselina je organosulfatni spoj s formulom C6H5SO3H. To je najjednostavnija aromatska sulfonska kiselina. Bezbojna je kiselina, u obliku bijelkastih čvrstih kristala, dobro topivih u vodi i etanolu, lagano topiv u benzenu i netopiv u ugljični disulfidu i dietil eteru. Često je pohranjena u obliku alkalnih metala soli. Njena vodena otopina je jako kisela.
Benzensulfonska kiselina se priprema od benzena pomoću koncentrirane sumporne kiseline.
U većini slučajeva se koristi kao lijek, a naširoko se koristi u proizvodnji fenola:
C6H5SO3Na + 2 NaOH → C6H5ONa + Na2SO3
C6H5ONa + HCl → C6H5OH + NaCl